# جلكاوات مألوفة
الجلكاوات المألوفة (الاسم العلمي: Lampetrinae) هي أسرة من اللافكيات تتبع فصيلة الجلكيات المألوفة من رتبة الجلكيات.

## الأجناس
- جلكى خزرية
- جلكى وتدية
- جلكى مسننة
- جلكى لاحسة الحجر
- جلكى هاملة الأمعاء
- جلكى رباعية العروق